# Kathedrale von Posadas

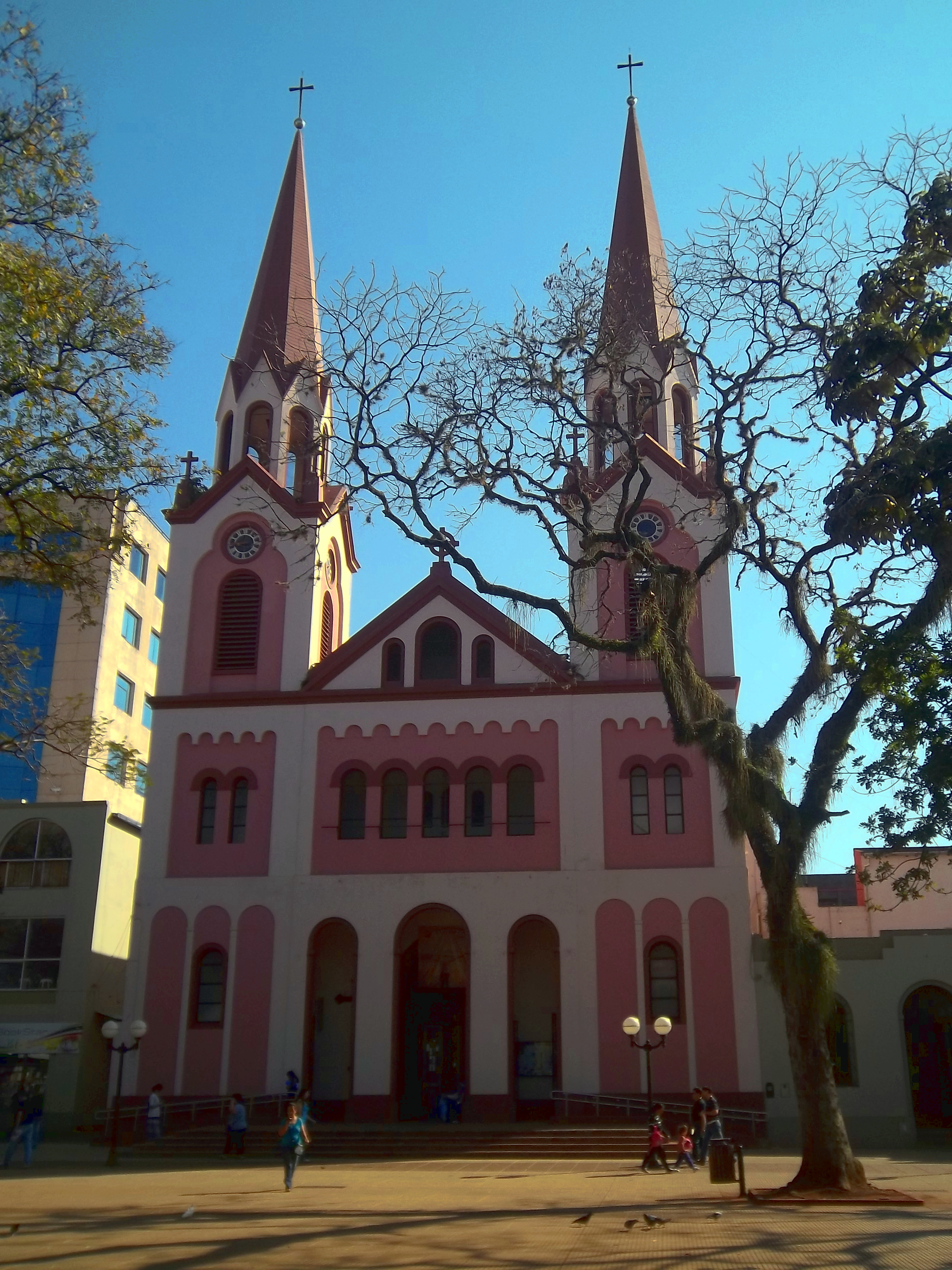
Kathedrale von Posadas

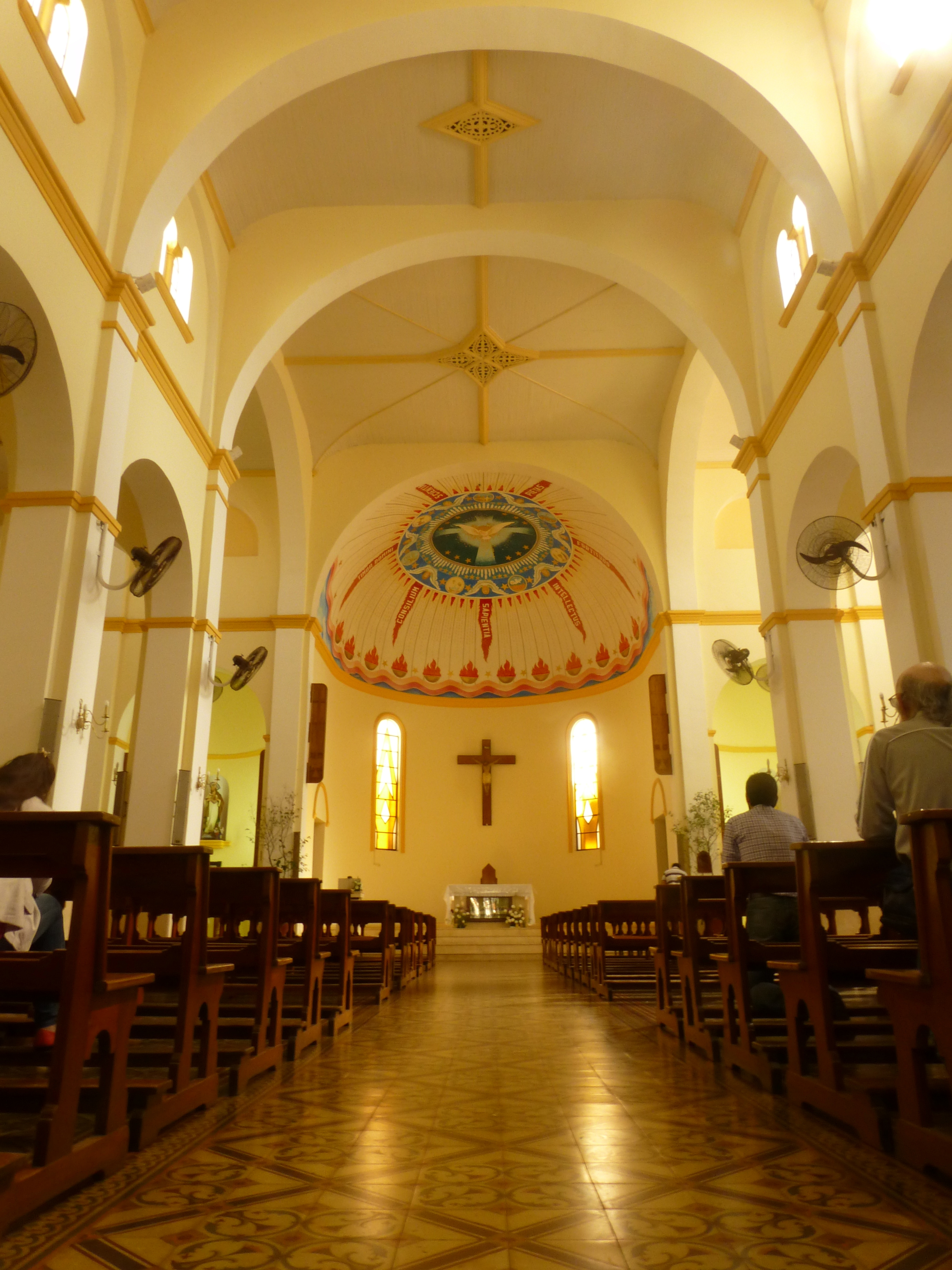
Langhaus, Querschiff und Apsis

Die Kathedrale von Posadas (spanisch Catedral de San José de Posadas) ist die Bischofskirche des römisch-katholischen Bistums Posadas in der Großstadt Posadas in der Provinz Misiones im Nordosten Argentiniens.

## Lage
Die ca. 320.000 Einwohner zählende Großstadt Posadas liegt am Río Paraná ungefähr 1000 km (Fahrtstrecke) nördlich der Landeshauptstadt Buenos Aires nahe der Grenze zu Paraguay in einer Höhe von ca. 120 m. Die Kathedrale befindet sich im Stadtzentrum gegenüber der Plaza 9 de Julio.

## Geschichte
Bereits im Jahr 1615 entstand hier eine Jesuitenreduktion, die auch noch nach Aufhebung des Ordens bis ins 19. Jahrhundert hinein Bestand hatte. In den 1870er Jahren entstand die Idee zum Neubau der Hauptkirche, deren Grundsteinlegung im Jahr 1876 erfolgte. Durch ein Erdbeben wurde die neue Kirche instabil und musste zu Beginn des 20. Jahrhunderts neu gebaut werden; die Kirchweihe erfolgte im Jahr 1909, doch entstanden die beiden Glockentürme (campanarios) erst in den Jahren 1923 bis 1934. In den 1930er Jahren wurde der Bau grundlegend restauriert. Das Bistum Posadas wurde am 11. Februar 1957 durch Papst Pius XII. errichtet; aus der ehemaligen Pfarrkirche wurde eine Kathedrale.

## Architektur
Die Portalzone der Kirche ist nach einem Triumphbogenschema gestaltet; zwei seitliche Glockentürme mit Spitzhelmen stabilisieren das Bauwerk. Das basilikal aufgebaute Kircheninnere ist dreischiffig und von auf Schwibbögen ruhenden flachen Holzdecken bedeckt; nur die Apsis zeigt eine Kalottenwölbung.